# 사자나미 (열차)
사자나미(일본어: さざなみ (漣))는 일본의 철도 회사 동일본 여객철도가 운영하는 특급 열차이다. 도쿄역에서 게이요 선과 소토보 선을 거쳐 기미쓰역, 다테야마역, 지쿠라역을 잇는다. "사자나미"는 일본어로, 우치보 선을 따라 이어지는 도쿄 만 안쪽에서 낮게 이는 잔물결을 가리킨다.
1972년 7월 15일에 신주쿠역, 도쿄역과 아와카모가와역, 다테야마 역, 지쿠라 역 사이를 주오 본선·소부 본선·소토보 선·우치보 선을 거쳐 운행하기 시작한 것이 시초로, 같은 해 10월 시각표 개정 때 L특급 중 하나가 되었다. 같은 시기에 운행을 시작한 특급 《와카시오》는 소부 쾌속선의 지하 도쿄역에서 시발했으며, 긴시초역에서부터 같은 경로를 공유했다. 그 후 1975년에 소토보 선의 아와카모가와 역을 돌아서 운행하는 경로를 폐지하고, 소가 역에서 바로 우치보 선으로 들어가는 경로로 바뀌게 되었다. 1991년에는 특급 《나리타 익스프레스》의 개통으로 도쿄역 ~ 소가 역 구간은 게이요 선을 이용하게 되었다. 한동안 "뷰 사자나미", "홈타운 사자나미", "오하요 사자나미" 등 다양한 변형 종별이 운행되었는데, 2005년 12월 10일에 다시 "사자나미"로 일원화했다.

## 운행
하행선은 홀수 호번을, 상행선은 짝수 호번을 붙여 운행한다. 도쿄역과 다테야마 역 사이에서, 아침과 저녁, 심야 시간대를 중심으로 하루에 왕복 6편이 운행되고 있으며, 낮 시간대의 열차들은 모두 임시 열차이다. 정기 열차 중 왕복 4편은 주말에는 운행을 하지 않고 있다. 하행 열차는 매시 30분에 도쿄역을 출발하며, 상행 8호는 다테야마 역에서 기미쓰 역까지를 보통 열차 등급으로 운행하며, 이 구간에서는 별도의 특급 요금을 받지 않는다.
한편, 주말과 공휴일에는 신주쿠역에서 시발하는 《신주쿠사자나미》 호를 하루에 왕복 1 ~ 2편 운행하고 있다.

### 정차역
정규 운행 시점을 기준으로 한 정차역은 아래와 같다. ( ) 안은 일부 열차만 정차하는 역이다.
- 도쿄역 - (가이힌마쿠하리역) - 소가역 - 고이역 - (아네가사키역) - 기사라즈역 - 기미쓰역 - 아오호리역 - (오누키역) - (가즈사미나토역) - (하마카나야역) - 호타역 - (아와카쓰야마역) - (이와이역) - 도미우라역 - 다테야마 역

한편, 주말과 공휴일에 운행하는 신주쿠사자나미의 정차역은 아래와 같다.
- 신주쿠역 - 아키하바라역 - 긴시초역 - 후나바시역 - 쓰다누마역 - 지바역 - 소가 역 - 고이 역 - 기사라즈 역 - 기미쓰 역 - 사누키마치역 - 하마카나야 역 - 호타 역 - 이와이 역 - 도미우라 역 - 다테야마 역 ( - 지쿠라역)

## 사용 차량
마쿠하리 차량 센터에 소속되어 있는 동일본 여객철도 E257계 전동차 500번대의 5량·10량 편성과 동일본 여객철도 255계 전동차의 9량 편성을 사용하고 있다. "보소 뷰 익스프레스"라는 별명을 가지고 있는 255계는 1993년부터 운행을 시작했으며, E257계는 2004년부터 운행을 시작했다. E257계 차량에는 특실 "그린샤"가 없다.

## 같이 보기
- 《와카시오》 호 - 소토보 선을 운행하는 특급 열차.
- 《특급 다나카 3호》 (ja:特急田中3号) - 2007년에 일본 TBS에서 방영한 드라마이다. 주인공 "다나카 이치로"가 이 《사자나미》 호에서 태어났다는 설정이 있다.